# A.R. Monex
A.R. Monex Women's Team (UCI-teamcode: MNX) was een Italiaanse wielerploeg voor vrouwen, die tussen 1996 en 2021 onder verschillende namen deel uitmaakte van het peloton.

## Geschiedenis
De ploeg bestond in de beginjaren vooral uit rensters uit Italië en uit de voormalige Sovjet-Unie, met name uit Litouwen. Van 1996 tot en met 2003 was Acca Due O hoofdsponsor van de ploeg. In die jaren waren vooral de Litouwse Diana Žiliūtė, Edita Pučinskaitė en de tweelingzussen Jolanta en Rasa Polikevičiūtė erg succesvol. De laatste werd in 2001 wereldkampioene, Pučinskaitė in 1999 en Žiliūtė in 1998.
In 2001 was Jean-Paul van Poppel ploegleider. In dat jaar reden de Nederlanders Mirjam Melchers, Arenda Grimberg en Mariëlle van Scheppingen bij het team. In 2002 en 2003 reden de zussen Ghita en Chantal Beltman voor de ploeg.

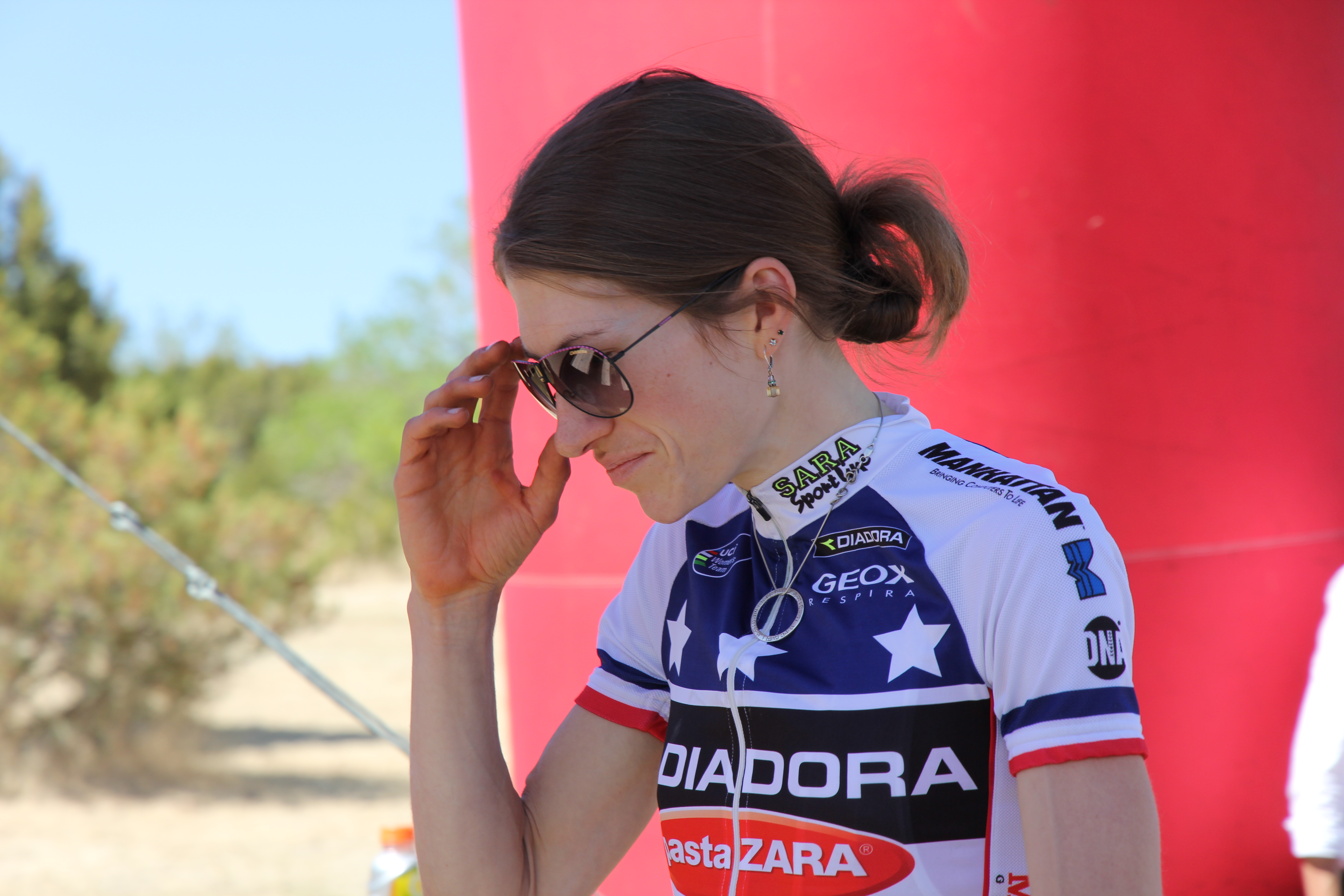
Mara Abbott bij Diadora-Pasta Zara 2011

Van 2002 tot en met 2013 was Pasta Zara hoofdsponsor. In deze jaren reden er bekende rensters als Nicole Cooke, Nicole Brändli, Olga Zabelinskaya, Amber Neben, Mara Abbott, Claudia Lichtenberg en de Italiaanse wereldkampioenen Marta Bastianelli en Giorgia Bronzini.

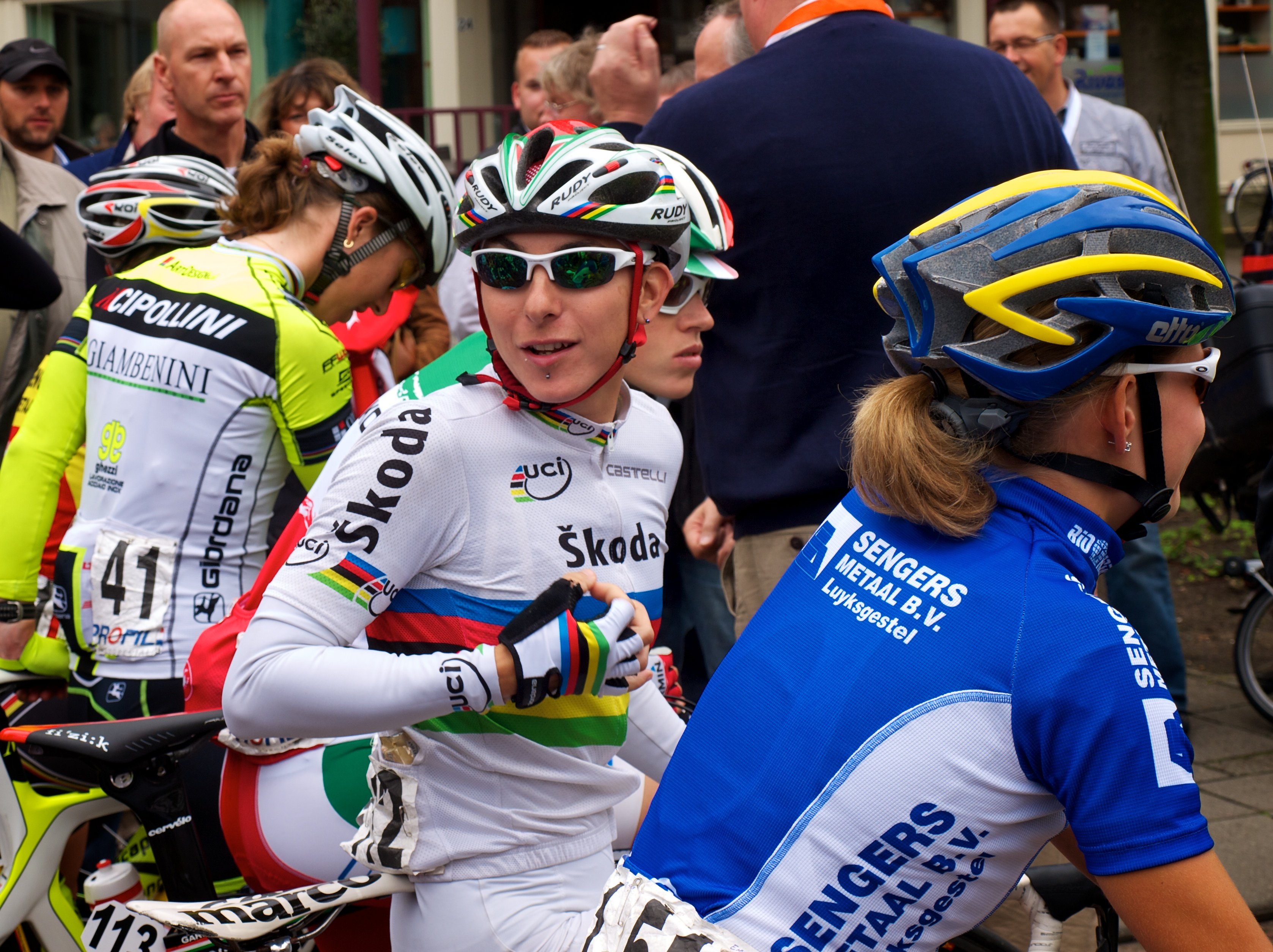
Wereldkampioene Giorgia Bronzini

In 2014 fuseerde de ploeg met Chirio-Forno d'Asolo en heette in dat jaar Forno d'Asolo-Astute. De ploeg ging in 2015 verder als Astana-Acca Due O, met de Kazachse hoofdstad Astana als hoofdsponsor. Deze was in 2014 ook al sponsor en naamgever van de Italiaanse ploeg BePink.

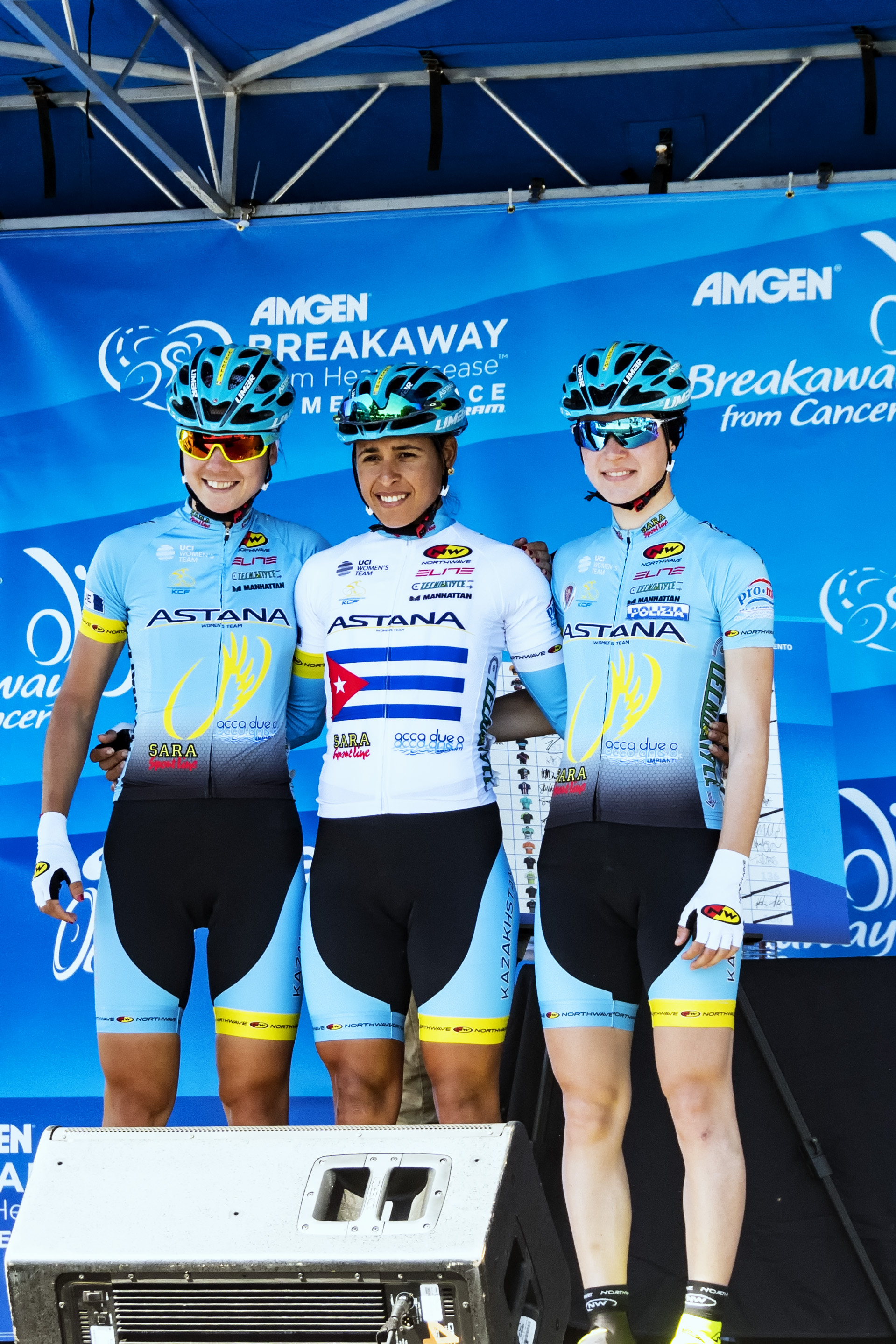
De ploeg in de Ronde van Californië 2017

Astana was van 2015 tot en met 2020 hoofdsponsor en naamgever. In die jaren had het team weliswaar veel Kazachse rensters in dienst om met een Kazachse licentie te mogen rijden, maar het succesvolste waren de Cubaanse Arlenis Sierra en de Italiaanse rensters Letizia Paternoster, Sofia Bertizzolo en Elena Pirrone. Manager van de ploeg was Zoelfia Zabirova, die van 1999 tot 2001 als renster bij de voorloper van de ploeg reed. In december 2020 maakte de ploeg bekend om vanaf 2021 verder te gaan als A.R. Monex en om ernaast een beloftenploeg en mountainbikeploeg op te richten. Na 2021 ging de ploeg verder als clubteam zonder UCI-licentie.
Omdat de nationaliteit van een vrouwenploeg werd bepaald door de nationaliteit van de grootste groep rensters, had de ploeg afwisselend een Italiaanse, Litouwse en Kazachse licentie.

## Bekende ex-rensters
Italianen
- Martina Alzini (2018)
- Marta Bastianelli¹ (2006-2008)
- Sofia Beggin (2016-2018)
- Elena Berlato (2008-2009)
- Sofia Bertizzolo (2016-2018)
- Giorgia Bronzini (2007, 2009, 2012)
- Arianna Fidanza (2016-2017)
- Letizia Paternoster (2018)
- Elena Pirrone (2018-2019)
- Gabriella Pregnolato (1999)
- Katia Ragusa (2020-2021)
- Valentina Scandolara (2009)
- Maria Vittoria Sperotto (2021)
- Lara Vieceli (2017-2018)

Nederlanders
- Chantal Beltman (2002-2003)
- Ghita Beltman (2002-2003)
- Arenda Grimberg (2001)
- Mirjam Melchers (2001)
- Mariëlle van Scheppingen (2001)

Litouwers
- Inga Češulienė (2009-2013)
- Rasa Leleivyte (2009-2010)
- Jolanta Polikevičiūtė (2000-2002)
- Rasa Polikevičiūtė (2000-2002)
- Edita Pučinskaitė (1996-1999)
- Daiva Tušlaitė (2014)
- Diana Žiliūtė (1999-2009)

Overig
- Mara Abbott (2011)
- Tatjana Antosjina² (2016)
- Nicole Brändli (1999, 2002)
- Nicole Cooke (2004-2005)
- Gunn-Rita Dahle (2004-2008)
- Ingrid Drexel (2014-2016)
- Janildes Fernandes (2001-2002)
- Rochelle Gilmore (2006)
- Nikki Harris (2006)
- Claudia Lichtenberg (2011)
- Eider Merino (2021)

- Liliana Moreno (2018-2020)
- Amber Neben (2013)
- Rachel Neylan (2011)
- Maria Novolodskaja (2021)
- Shelley Olds (2011)
- Olena Pavlukhina (2017)
- Fanny Riberot (2016)
- Sari Saarelainen (1998)
- Lizbeth Salazar (2019-2021)
- Anna Sanchis (2009)
- Regina Schleicher (2004)
- Olga Shekel (2019-2020)
- Arlenis Sierra (2017-2021)
- Agnieszka Skalniak (2017)
- Hanna Solovey³ (2015)
- Zinaida Stahurskaya (1999)
- Tetjana Stjazjkina (2000)
- Olga Zabelinskaya (2010-2011)
- Zoelfia Zabirova (1999-2001)

¹ Marta Bastianelli was vanaf augustus 2008 geschorst vanwege een positieve dopingtest op flenfluramine tijdens het EK.
² Tatjana Antosjina werd op 5 juli 2016 ontslagen wegens een positieve dopingtest.
³ Hanna Solovey werd in juni 2015 ontslagen wegens een conflict over haar Oekraïense nationaliteit.

## Overwinningen
Overwinningen in grote rondes vanaf 1998 tot en met 2008:
1998
La Grande Boucle Feminine
Eindoverwinning: Edita Pučinskaitė
5 etappezeges: Edita Pučinskaitė (3), Alessandra Cappellotto en Zoelfia Zabirova
1999
Giro Donne
7 etappezeges: Zoelfia Zabirova (3), Gabriella Pregnolato (2), Zinaida Stahurskaya en Goulnara Ivanova
La Grande Boucle Feminine
Eindoverwinning: Diana Žiliūtė
5 etappezeges: Diana Žiliūtė (3) en Gabriella Pregnolato (2)
2000
Giro Donne
1 etappezeges: Diana Žiliūtė
La Grande Boucle Feminine
Jongerenklassement: Tetjana Stjazjkina
Ploegenklassement
2 etappezeges: Zoelfia Zabirova en Rasa Polikevičiūtė
2001
Giro Donne
1 etappezege: Diana Žiliūtė
2002
Giro Donne
1 etappezege: Jolanta Polikevičiūtė
La Grande Boucle Feminine
Jongerenklassement: Nicole Brändli
2 etappezeges: Nicole Brändli en Rasa Polikevičiūtė
2003
Giro Donne
Jongerenklassement: Modesta Vžesniauskaitė
2 etappezeges: Katia Longhin en Rochelle Gilmore
2004
Giro Donne
Eindoverwinning: Nicole Cooke
Jongerenklassement: Nicole Cooke
4 etappezeges: Diana Žiliūtė (2), Regina Schleicher en Nicole Cooke
2007
Giro Donne
1 etappezege: Giorgia Bronzini
2008
La Grande Boucle Feminine
Puntenklassement: Diana Žiliūtė
Sprintklassement: Diana Žiliūtė
Jongerenklassement: Elena Berlato
3 etappezeges: Diana Žiliūtė (3)
Overwinningen vanaf 2016 tot en met 2021:
2016
1e etappe Tour of Zhoushan Island, Arianna Fidanza
2017
Eindklassement, proloog, 1e en 2e etappe Vuelta a Costa Rica, Arlenis Sierra
3e etappe Setmana Ciclista Valenciana, Arlenis Sierra
2018
 Jongerenklassement Women's World Tour, Sofia Bertizzolo
3e etappe Ronde van Californië (WWT), Arlenis Sierra
Ronde van Guangxi (WWT), Arlenis Sierra
2e etappe Tour de l'Ardèche, Arlenis Sierra
Eindklassement en 2e etappe GP Elsy Jacobs, Letizia Paternoster
GP della Liberazione, Letizia Paternoster
2019
Cadel Evans Great Ocean Road Race, Arlenis Sierra
Eind- en puntenklassement Giro della Toscana, Arlenis Sierra
Proloog, Arlenis Sierra
Eindklassement Ronde van Guatemala, Liliana Moreno
1e, 4e en 5e etappe, Arlenis Sierra
3e etappe, Carolina Rodríguez
Bergklassement Tour de Feminin - O cenu Českého Švýcarska, Olga Shekel
Chabany Race, Olga Shekel
2020
Puntenklassement Herald Sun Tour, Arlenis Sierra
3e etappe Setmana Ciclista Valenciana, Lizbeth Salazar
2021
Ronde van de Drie Valleien, Arlenis Sierra
1e etappe Tour de l'Ardèche, Arlenis Sierra
Proloog en 1e etappe Ronde van Toscane, Arlenis Sierra
Eindklassement Ronde van Toscane, Arlenis Sierra
Clásicas Féminas de Navarra, Arlenis Sierra

## Kampioenschappen

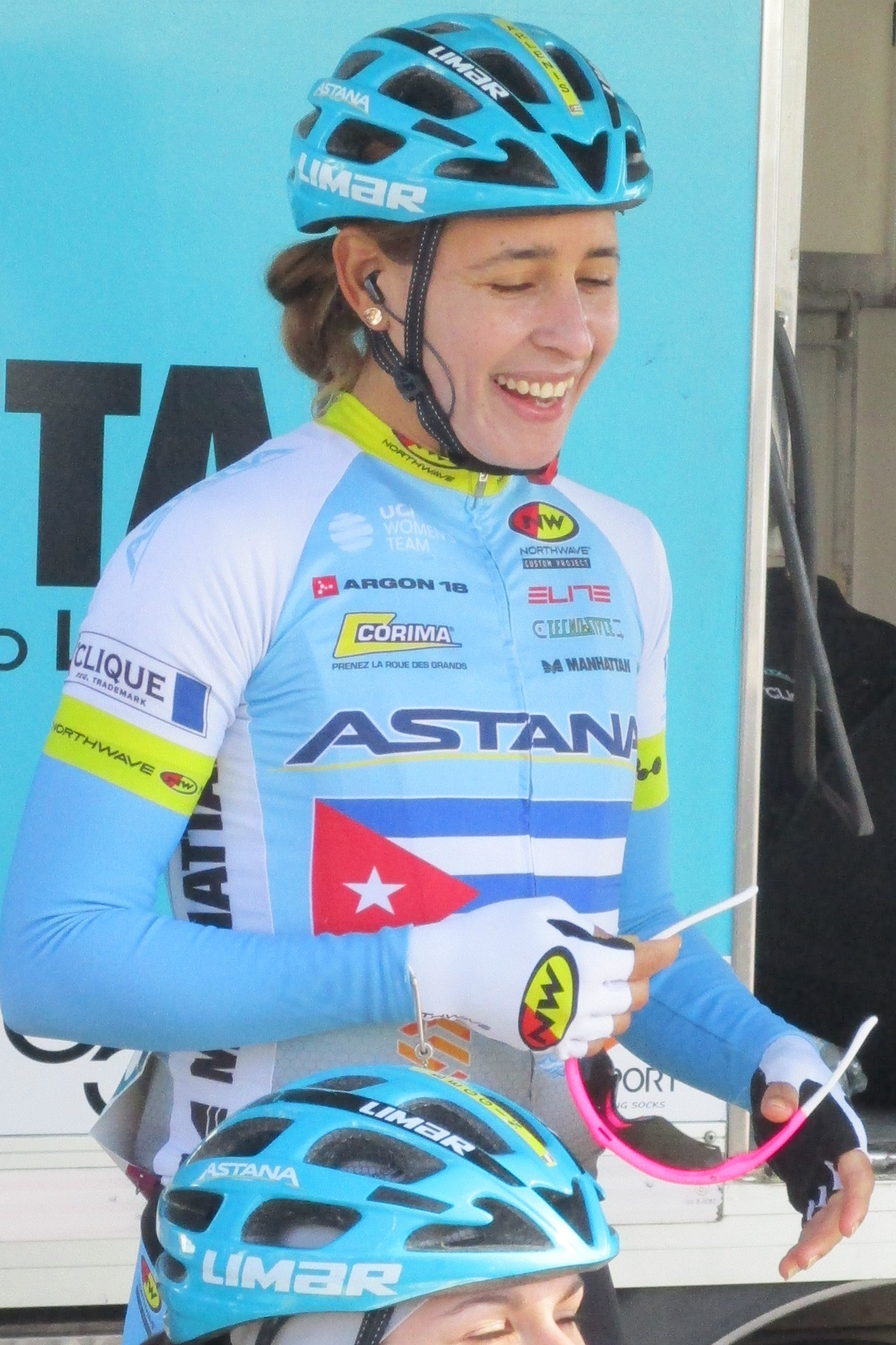
Cubaans kampioene Arlenis Sierra in 2018

Gewonnen kampioenschappen vanaf 2015 tot en met 2021:
2015
 Kazachs kampioen op de weg, Natalya Saifutdinova
 Kazachs kampioen tijdrijden, Yekaterina Yuraitis
 Mexicaans kampioen tijdrijden, Ingril Drexel
2016
 Kazachs kampioen op de weg, Natalya Saifutdinova
 Kazachs kampioen tijdrijden, Yekaterina Yuraitis
 Russisch kampioen tijdrijden, Tatiana Antoshina
2017
 Cubaans kampioen op de weg, Arlenis Sierra
 Cubaans kampioen tijdrijden, Arlenis Sierra
 Kazachs kampioen op de weg, Tatyana Geneleva
2018
 Kazachs kampioen op de weg, Natalya Saifutdinova
 Kazachs kampioen tijdrijden, Natalya Saifutdinova
Pan-Amerikaans kampioen op de weg, Arlenis Sierra
2019
 Colombiaans kampioen op de weg, Liliana Moreno
 Cubaans kampioen op de weg, Arlenis Sierra
 Cubaans kampioen tijdrijden, Arlenis Sierra
 Kazachs kampioen op de weg, Svetlana Pachshenko
 Kazachs kampioen tijdrijden, Makhabbat Umutzhanova
 Oekraïens kampioen op de weg, Olga Shekel
 Oekraïens kampioen tijdrijden, Olga Shekel
2020
 Oekraïens kampioen tijdrijden, Olga Shekel
2021
 Mexicaans kampioen op de weg, Lizbeth Salazar